# Adiposphaerion rubrum
Adiposphaerion rubrum är en skalbaggsart som beskrevs av Martins och Dilma Solange Napp 1992. Adiposphaerion rubrum ingår i släktet Adiposphaerion och familjen långhorningar. Inga underarter finns listade i Catalogue of Life.